# Froidefontaine
Froidefontaine is een gemeente in het Franse departement Territoire de Belfort (regio Bourgogne-Franche-Comté) en telt 444 inwoners (1999). De plaats maakt deel uit van het arrondissement Belfort. In het Elzassisch of het Duits heette de plaats vroeger Kaltenbrunn.

## Geografie
De oppervlakte van Froidefontaine bedraagt 4,6 km², de bevolkingsdichtheid is 96,5 inwoners per km².
De onderstaande kaart toont de ligging van Froidefontaine met de belangrijkste infrastructuur en aangrenzende gemeenten.

## Demografie
Onderstaande figuur toont het verloop van het inwonertal (bron: INSEE-tellingen).